# Roßbach (Hünfeld)
Roßbach ist ein Stadtteil von Hünfeld im osthessischen Landkreis Fulda.

## Geographie

### Geographische Lage
Roßbach liegt im Norden des Landkreises Fulda, etwa 4 Kilometer nordöstlich der Stadt Hünfeld. Das bebaute Gebiet reicht von 303 m ü. NN, westlich vom Ortskern, an der Landesstraße 3171 und steigt bis auf etwa 280 m ü. NN an einer östlichen Erhebung (336 m ü. NN) an. Der höchste Punkt in der Ortsteilgemarkung ist die Erhebung im östlichen Teil (354 m ü. NN). Der niedrigste Punkt liegt an der Straßeneinmündung von der L 3171 in die Steinbacher Straße (303 m ü. NN).
Durch Roßbach verläuft die L 3171, die von Eiterfeld über Leimbach und  Betzenrod in Richtung Süden nach Hünfeld und Gruben führt.
Jenseits der Ortsteilgemarkung, nördlich vom geschlossenen Ortskern, befinden sich ein Weiher und ein einzeln stehender Hof. Nordöstlich von Roßbach an der Erhebung befindet sich ein Steinbruch.

### Nachbarorte
Roßbach grenzt im Norden an den Ort Betzenrod, im Osten an den Ort Kirchhasel, im Süden an die Stadt Hünfeld und im Südwesten an den Ort Gruben.

## Geschichte

### Ortsgeschichte
Die älteste bekannte schriftliche Erwähnung von Roßbach erfolgte unter dem Namen Hrosbah im Jahr 815, als in einer Urkunde die strittigen Zehntansprüche zwischen dem Bischof Wolfger von Würzburg und dem Abt Ratger des Reichsklosters Fulda geregelt wurden.
Zum 1. Februar 1971 wurde die bis dahin selbständige Gemeinde Roßbach im Zuge der Gebietsreform in Hessen auf freiwilliger Basis in die Stadt Hünfeld eingemeindet.
Für Roßbach wurde, wie für die übrigen bei der Gebietsreform nach Hünfeld eingegliederten Gemeinden, ein Ortsbezirk gebildet.

### Verwaltungsgeschichte im Überblick
Die folgende Liste zeigt die Staaten und Verwaltungseinheiten, denen Roßbach angehört(e):
- vor 1803: Heiliges Römisches Reich, Hochstift Fulda, Amt/Oberamt Mackenzell
- 1803–1806: Heiliges Römisches Reich, Fürstentum Nassau-Oranien-Fulda, Fürstentum Fulda, Amt Hünfeld
- 1806–1810: Kaiserreich Frankreich, Fürstentum Fulda (Militärverwaltung)
- 1810–1813: Großherzogtum Frankfurt, Departement Fulda, Distrikt Hünfeld
- ab 1816: Kurfürstentum Hessen, Großherzogtum Fulda, Amt Hünfeld
- ab 1821: Kurfürstentum Hessen, Provinz Fulda, Kreis Hünfeld[9][Anm. 2]
- ab 1848: Kurfürstentum Hessen, Bezirk Fulda
- ab 1851: Kurfürstentum Hessen, Provinz Fulda, Kreis Hünfeld
- ab 1867: Norddeutscher Bund[Anm. 3], Königreich Preußen, Provinz Hessen-Nassau, Regierungsbezirk Kassel, Kreis Hünfeld
- ab 1871: Deutsches Reich, Königreich Preußen, Provinz Hessen-Nassau, Regierungsbezirk Kassel, Kreis Hünfeld
- ab 1918: Deutsches Reich, Freistaat Preußen, Provinz Hessen-Nassau, Regierungsbezirk Kassel, Kreis Hünfeld
- ab 1944: Deutsches Reich, Freistaat Preußen, Provinz Kurhessen, Landkreis Hünfeld
- ab 1946: Amerikanische Besatzungszone, Hessen, Regierungsbezirk Kassel, Landkreis Hünfeld
- ab 1949: Bundesrepublik Deutschland, Hessen, Regierungsbezirk Kassel, Landkreis Hünfeld
- ab 1971: Bundesrepublik Deutschland, Hessen, Regierungsbezirk Kassel, Landkreis Hünfeld, Stadt Hünfeld[Anm. 4]
- ab 1972: Bundesrepublik Deutschland, Hessen, Regierungsbezirk Kassel, Landkreis Fulda, Stadt Hünfeld

### Bevölkerung
Einwohnerentwicklung
- 1812: 24 Feuerstellen, 479 Seelen[1]

| Roßbach: Einwohnerzahlen von 1812 bis 2015 | Roßbach: Einwohnerzahlen von 1812 bis 2015 | Roßbach: Einwohnerzahlen von 1812 bis 2015 | Roßbach: Einwohnerzahlen von 1812 bis 2015 | Roßbach: Einwohnerzahlen von 1812 bis 2015 |
| --- | ------------------------------------------ | ------------------------------------------ | ------------------------------------------ | ------------------------------------------ |
| Jahr |                                            |                                            |                                            | Einwohner                                  |
| 1812 | 1812                                       |                                            | 479                                        | 479                                        |
| 1834 | 1834                                       |                                            | 396                                        | 396                                        |
| 1840 | 1840                                       |                                            | 423                                        | 423                                        |
| 1846 | 1846                                       |                                            | 426                                        | 426                                        |
| 1852 | 1852                                       |                                            | 403                                        | 403                                        |
| 1858 | 1858                                       |                                            | 386                                        | 386                                        |
| 1864 | 1864                                       |                                            | 382                                        | 382                                        |
| 1871 | 1871                                       |                                            | 334                                        | 334                                        |
| 1875 | 1875                                       |                                            | 335                                        | 335                                        |
| 1885 | 1885                                       |                                            | 373                                        | 373                                        |
| 1895 | 1895                                       |                                            | 363                                        | 363                                        |
| 1905 | 1905                                       |                                            | 329                                        | 329                                        |
| 1910 | 1910                                       |                                            | 348                                        | 348                                        |
| 1925 | 1925                                       |                                            | 297                                        | 297                                        |
| 1939 | 1939                                       |                                            | 358                                        | 358                                        |
| 1946 | 1946                                       |                                            | 527                                        | 527                                        |
| 1950 | 1950                                       |                                            | 513                                        | 513                                        |
| 1956 | 1956                                       |                                            | 449                                        | 449                                        |
| 1961 | 1961                                       |                                            | 431                                        | 431                                        |
| 1967 | 1967                                       |                                            | 472                                        | 472                                        |
| 1970 | 1970                                       |                                            | 462                                        | 462                                        |
| 1980 | 1980                                       |                                            | ?                                          | ?                                          |
| 1990 | 1990                                       |                                            | ?                                          | ?                                          |
| 2000 | 2000                                       |                                            | ?                                          | ?                                          |
| 2011 | 2011                                       |                                            | 495                                        | 495                                        |
| 2015 | 2015                                       |                                            | 476                                        | 476                                        |
| Datenquelle: Historisches Gemeindeverzeichnis für Hessen: Die Bevölkerung der Gemeinden 1834 bis 1967. Wiesbaden: Hessisches Statistisches Landesamt, 1968. Weitere Quellen: LAGIS; Stadt Hünfeld; Zensus 2011 |                                            |                                            |                                            |                                            |

Einwohnerstruktur 2011
Nach den Erhebungen des Zensus 2011 lebten am Stichtag, dem 9. Mai 2011, in Roßbach 495 Einwohner. Darunter waren 3 (0,6 %) Ausländer.
Nach dem Lebensalter waren 84 Einwohner unter 18 Jahren, 212 zwischen 18 und 49, 96 zwischen 50 und 64 und 93 Einwohner waren älter.
Die Einwohner lebten in 213 Haushalten. Davon waren 60 Singlehaushalte, 57 Paare ohne Kinder und 69 Paare mit Kindern, sowie 24 Alleinerziehende und 3 Wohngemeinschaften. In 45 Haushalten lebten ausschließlich Senioren und in 141 Haushaltungen lebten keine Senioren.

## Religion
Im Ort steht die katholische Kirche „Mariä Himmelfahrt“. Sie ist eine Filialkirche der Pfarrei „St. Georg“ Kirchhasel und gehört organisatorisch zum Pastoralverbund „St. Benedikt“, Hünfelder Land. Die Kirche birgt eine Orgel der Gebrüder Euler aus dem Jahre 1892, die 2004 von Orgelbau Waltershausen restauriert wurde.
Historische Religionszugehörigkeit
| • 1885: | 372 katholische (= 99,73 %), ein jüdischer (0,27 %) Einwohner      |
| • 1961: | 52 evangelische (= 12,06 %), 379 katholische (= 87,94 %) Einwohner |

## Politik
Für Roßbach besteht ein Ortsbezirk (Gebiete der ehemaligen Gemeinde Roßbach) mit Ortsbeirat und Ortsvorsteher nach der Hessischen Gemeindeordnung. Der Ortsbeirat besteht aus sieben Mitgliedern. Bei den Kommunalwahlen in Hessen 2021 betrug die Wahlbeteiligung zum Ortsbeirat 60,15 %. Alle Kandidaten gehörten der „Bürgerliste Roßbach“ an. Der Ortsbeirat wählte Wolfgang Sagert zum Ortsvorsteher.